# پابلو خوک
پابلو خوک (انگلیسی: Pablo Pigl؛ زادهٔ ۸ فوریهٔ ۱۹۹۲) بازیکن فوتبال اهل آلمان است.
از باشگاه‌هایی که در آن بازی کرده‌است می‌توان به باشگاه فوتبال گروتر فورث اشاره کرد.